# Canadian Elite Basketball League
La Canadian Elite Basketball League es una liga profesional de baloncesto en Canadá fundada en 2019. El campeón vigente es Edmonton Stingers, que representó al país en la Basketball Champions League Americas. El torneo se disputa paralelamente a la Liga Nacional de Baloncesto de Canadá.

## Equipos

### Equipos actuales
| Conferencia       | Equipo                     | Ciudad                         | Estadio                       | Aforo | Fundación | 1.ª temporada | Entrenador      |
| ----------------- | -------------------------- | ------------------------------ | ----------------------------- | ----- | --------- | ------------- | --------------- |
| Conferencia Este  | Brampton Honey Badgers     | Brampton, Ontario              | CAA Centre                    | 5,000 | 2018      | 2023          | Sheldon Cassimy |
| Conferencia Este  | Montreal Alliance          | Montreal, Quebec               | Verdun Auditorium             | 4,114 | 2021      | 2022          | Derrick Alston  |
| Conferencia Este  | Niagara River Lions        | St. Catharines, Ontario        | Meridian Centre               | 4,030 | 2015      | 2019          | Victor Raso     |
| Conferencia Este  | Ottawa BlackJacks          | Ottawa, Ontario                | TD Place Arena                | 9,500 | 2019      | 2020          | James Derouin   |
| Conferencia Este  | Scarborough Shooting Stars | Scarborough, Ontario (Toronto) | Toronto Pan Am Sports Centre  | 2,000 | 2021      | 2022          | Devan Blair     |
| Conferencia Oeste | Calgary Surge              | Calgary, Alberta               | Winsport Arena                | 2,900 | 2018      | 2023          | Tyrell Vernon   |
| Conferencia Oeste | Edmonton Stingers          | Edmonton, Alberta              | Edmonton Expo Centre          | 4,857 | 2018      | 2019          | Jordan Baker    |
| Conferencia Oeste | Saskatchewan Rattlers      | Saskatoon, Saskatchewan        | SaskTel Centre lower bowl     | 5,898 | 2018      | 2019          | Tanner Massey   |
| Conferencia Oeste | Vancouver Bandits          | Langley, Columbia Británica    | Langley Events Centre         | 5,276 | 2017      | 2019          | Kyle Julius     |
| Conferencia Oeste | Winnipeg Sea Bears         | Winnipeg, Manitoba             | Canada Life Centre Lower Bowl | 9,116 | 2022      | 2023          | Mike Taylor     |

### Línea del tiempo de equipos
- NBLC – National Basketball League of Canada
- * – Indica temporada de campeonato

## Palmarés
| Temporada | Campeón                    | Subcampeón                 |
| --------- | -------------------------- | -------------------------- |
| 2019      | Saskatchewan Rattlers      | Hamilton Honey Badgers     |
| 2020      | Edmonton Stingers          | Fraser Valley Bandits      |
| 2021      | Edmonton Stingers          | Niagara River Lions        |
| 2022      | Hamilton Honey Badgers     | Scarborough Shooting Stars |
| 2023      | Scarborough Shooting Stars | Calgary Surge              |